# Orepukia rakiura
Orepukia rakiura – gatunek pająka z rodziny Cycloctenidae. Występuje endemicznie na Nowej Zelandii.

## Taksonomia
Gatunek ten opisany został po raz pierwszy w 1973 roku przez Raymonda Roberta Forstera i Cecila Louisa Wiltona w czwartej części monografii poświęconej pająkom Nowej Zelandii. Jako miejsce typowe wskazano Halfmoon Bay na wschodzie Wyspy Stewart.

## Morfologia
Holotypowa samica ma karapaks długości 3,4 mm i szerokości 2,2 mm oraz opistosomę (odwłok) długości 4 mm i szerokości 2,8 mm. Karapaks jest pomarańczowobrązowy. Ośmioro oczu rozmieszczonych jest w dwóch rzędach, spośród których w widoku grzbietowym i przednim przedni jest prosty, a tylny lekko odchylony. Rudobrązowe szczękoczułki mają po 2 normalne i 4 drobne zęby na przednich krawędziach bruzd i po 2 zęby na ich krawędziach tylnych. Odnóża są pomarańczowobrązowe. Kolejność par odnóży od najdłuższej do najkrótszej to: IV, I, II, III. Pazurki górne mają od 9 ząbków, zaś pazurki dolne 4 ząbki. Opistosoma jest jasnopomarańczowa z ciemnobrązowymi znakami, formującymi niewyraźne szewrony w tyle strony grzbietowej. Zaopatrzona jest w duży, płaski stożeczek. Kądziołki przędne przedniej pary są dwukrotnie większe niż tylnej.

## Występowanie
Gatunek ten jest endemitem Nowej Zelandii, znanym tylko z regionu Southland, z Wyspy Stewart.